# 貫通石
貫通石（かんつうせき）とは、トンネルの貫通点付近で採取された石。

## 概要
安産や学業成就のお守りとして用いられる。
安産については、古事記に神功皇后が朝鮮半島（新羅）に遠征した際に得た石を、出産時に枕元に置いたところ安産であったことに由来とし、学業成就については、トンネルが意志（石）を貫くといった語呂合わせから用いられている。
近年では、施工業者がアクリル加工等を施し、トンネル完成のお披露目の記念品として関係者や地域住民に配布する例もある。